# 다크 나이트 리턴즈
다크 나이트 리턴즈(The Dark Knight Returns)는 프랭크 밀러 원작의 만화이며, 4권으로 되어있다. 1986년 2월부터 6월에 걸쳐, DC 코믹스에서 미니 시리즈로 출판된 후에 그래픽 소설로 한 권에 정리되었다. 2001년에는 속편 다크 나이트 스트라이크스 어게인이 출판되었다. 
우리나라에서는 세미콜론 출판사에서 2권으로 출판되었다. 